# Kisürögd
Kisürögd (Chișirid), település Romániában, a Partiumban, Bihar megyében.

## Fekvése
Nagyváradtól délnyugatra,  az alföldi síkság szélén, Nagyürögd, Oláhapáti, Biharsályi és Váradpósa közt fekvő település.

## Története
Kisürögd, Ürögd Árpád-kori település, nevét 1214-ben, majd 1273 már villa Irgud, Yrug, Ireg, Irgud, neveken említették az oklevelek.
1319-ben Irenugd, 1403-ban Kys Irugd, 1552-ben Kysewrogd, 1808-ban Ürögd (Kis-) h., Irigd mike val., 1888-ban és 1913-ban Kisürögd néven írták.
Neve már az 1273 évi püspöki tizedjegyzékben Irugd néven szerepelt; egyike tehát a legrégibb egyházas községeknek. Földesura a nagyváradi latin szertartásu nagyprépost volt, akinek itt még a 20. század elején is nagyobb birtoka és régi kastélya volt. 
1851-ben Fényes Elek írta a településről:
Kis-Ürögd, Bihar vármegyében, dombos vidéken, 313 óhitü, 7 római katholikus lakossal, óhitü anyatemplommal, derék urasági lakházzal és gyümölcsöskerttel. Határa 2539 hold, ... Birja a váradi deák nagyprépost.
1910-ben 754 lakosából 19 magyar, 735 román volt. Ebből 731 görögkeleti ortodox volt.
A trianoni békeszerződés előtt Bihar vármegye Központi járásához tartozott.

## Nevezetességek
- Görög keleti ortodox temploma